# Peter Jones (cầu thủ bóng đá, sinh năm 1949)
Peter Alfred Jones (sinh ngày 25 tháng 11 năm 1949) là một cựu cầu thủ bóng đá chuyên nghiệp người Anh thi đấu ở vị trí hậu vệ biên. Ông thi đấu ở Football League cho Burnley và Swansea City.